# مقاطعة ليهاي (بنسلفانيا)
مقاطعة ليهاي (بالإنجليزية: Lehigh County, Pennsylvania)‏ هي إحدى مقاطعات ولاية بنسلفانيا في الولايات المتحدة. بلغ عدد سكانها 349497 نسمة في عام 2010 حسب إحصاء مكتب تعداد الولايات المتحدة.

## أعلام
- روز لامبرت
- جورج إبرام ميلر

## وصلات خارجية
- www.lehighcounty.org